# Fernando Grana
Darley Fernando Grana, noto semplicemente come Fernando Grana (Indaiatuba, 26 agosto 1979), è un giocatore di calcio a 5 brasiliano naturalizzato italiano, campione europeo con la nazionale italiana nel 2003.

## Carriera

### Club
Soprannominato "Nandokan", Grana è stato campione giovanile paulista nel 1995 e nel 1996 nonché scarpa d'oro nei medesimi anni, sempre nelle file dell'A.C. Tejusa. Dopo una stagione nella Liga Futsal con l'Atletico/Pax Minas viene ingaggiato dalla BNL Calcetto dove rimane tre stagioni per poi trasferirsi in Spagna nel PSG Móstoles Fútbol Sala; indossa quindi la prestigiosa maglia del Castellón nelle stagioni 2003-04 e 2004-05.
Nella stagione 2005-06 fa ritorno in Italia nelle file della Luparense con la quale conquista immediatamente la Coppa Italia. Con i lupi ha vinto in seguito due scudetti consecutivi (quello del 2006-07 segnando nella finale di andata con la Lazio Nepi), la supercoppa italiana nel 2007 e una seconda Coppa Italia nel 2008. Nell'agosto del 2008, dopo tre anni di Luparense, si trasferisce alla Lazio Colleferro ma dopo appena due mesi torna in Veneto nell'Arzignano. A causa dei problemi finanziari della società vicentina, nel dicembre del 2009 passa alla Marca Futsal.
Nella stagione 2010-11 scende di categoria e si accasa alla Cogianco Genzano dove resta per due stagioni, conquistando al secondo tentativo la promozione nella massima serie e raggiungendo l'anno seguente la finale di Coppa Italia persa per mano della Luparense. Per la stagione 2013-14 si accorda con il Real Rieti con cui disputa solamente il girone di andata: a causa dello scarso utilizzo il giocatore nella sessione invernale di calcio mercato manifesta infatti la volontà di fare ritorno in Brasile dove terminare la carriera.

### Nazionale
Per alcuni anni è stato il calcettista con più presenze della nazionale italiana, con la quale ha esordito nel 1999 nell'incontro Spagna-Italia disputato a Singapore e terminato 2-2. Capitano della selezione per sei anni, con la maglia azzurra ha collezionato 113 presenze e 63 reti, partecipando alla vittoria nel campionato europeo del 2003 ed alla finale del Mondiale 2004. È stato capocannoniere dell'Europeo 2005 in cui l'Italia è giunta terza.

## Palmarès

### Club

#### Competizioni nazionali
- Campionato brasiliano: 1

Atletico Mineiro: 1999
- Supercoppa di Spagna: 1

Castellón: 2004
- Campionato italiano: 2

Luparense: 2006-07, 2007-08
- Coppa Italia: 4

Luparense: 2005-06, 2007-08
Arzignano: 2008-09
Marca: 2009-10
- Supercoppa italiana: 1

Luparense: 2007
- Coppa Italia di Serie A2: 1

Cogianco: 2011-12

#### Competizioni internazionali
- Coppa Intercontinentale: 1

Atletico Mineiro: 1998

### Nazionale
- Campionato d'Europa: 1

Italia: 2003